# NGC 7250
NGC 7250 is een spiraalvormig sterrenstelsel in het sterrenbeeld Hagedis. Het hemelobject werd op 8 november 1790 ontdekt door de Duits-Britse astronoom William Herschel.

## Synoniemen
- UGC 11980
- MCG 7-45-24
- MK 907
- ZWG 530.22
- IRAS 22161+4018
- PGC 68535